# Scelobotrichia profunda
Scelobotrichia profunda är en nattsländeart som beskrevs av Harris och Bueno-soria 1993. Scelobotrichia profunda ingår i släktet Scelobotrichia och familjen smånattsländor. Inga underarter finns listade i Catalogue of Life.